# John Harvey (schrijver)
John Harvey (Londen, 21 december 1938) is een Brits schrijver van politieromans.

Hij schreef een serie thrillers met inspecteur Charlie Resnick uit Nottingham als vast personage in de hoofdrol. Een aantal van zijn boeken zijn verfilmd en uitgezonden door de BBC. Hiermee kreeg hij bijna even grote bekendheid als zijn collegaschrijvers Georges Simenon met Maigret, Colin Dexter met Inspector Morse en Inspector Wexford van Ruth Rendell. Zijn werk is in in vele talen vertaald en in meer dan vijftien landen uitgegeven.